# Cycas petraea
Cycas petraea é uma espécie de cicadófita do género Cycas da família Cycadaceae, nativa da Tailândia.